# Kalastajatorppa
La cabane de pêcheur (finnois : Kalastajatorppa) est un édifice situé dans le quartier de Munkkiniemi à Helsinki en Finlande.

## Présentation
La Kalastajatorppa est un restaurant et un hôtel (dont le nom officiel est Hilton Helsinki Kalastajatorppa).
La plus grande salle, dite la salle ronde, offre 350 places.
L'ensemble permet d'organiser des banquet pour 1 200 personnes ou des cocktails pour 1 800 personnes.
Le Kalastajatorppa assure le service aux hôtes de la maison des invités de l’État Finlandais voisine.

## Architecture
À cet endroit, il existait une vraie cabane de pêcheur dans laquelle on ouvre un café en 1915. 
En 1936, Fazer y fait construire à la place un restaurant conçu par Jarl Eklund. 
Le restaurant sera agrandi à plusieurs reprises mais il est désormais protégé 
Le premier bâtiment de l'hôtel conçu par Markus Tavio est construit en 1969.
Un deuxième bâtiment conçu par Einari Teräsvirta est bâti en 1975.

## Galerie

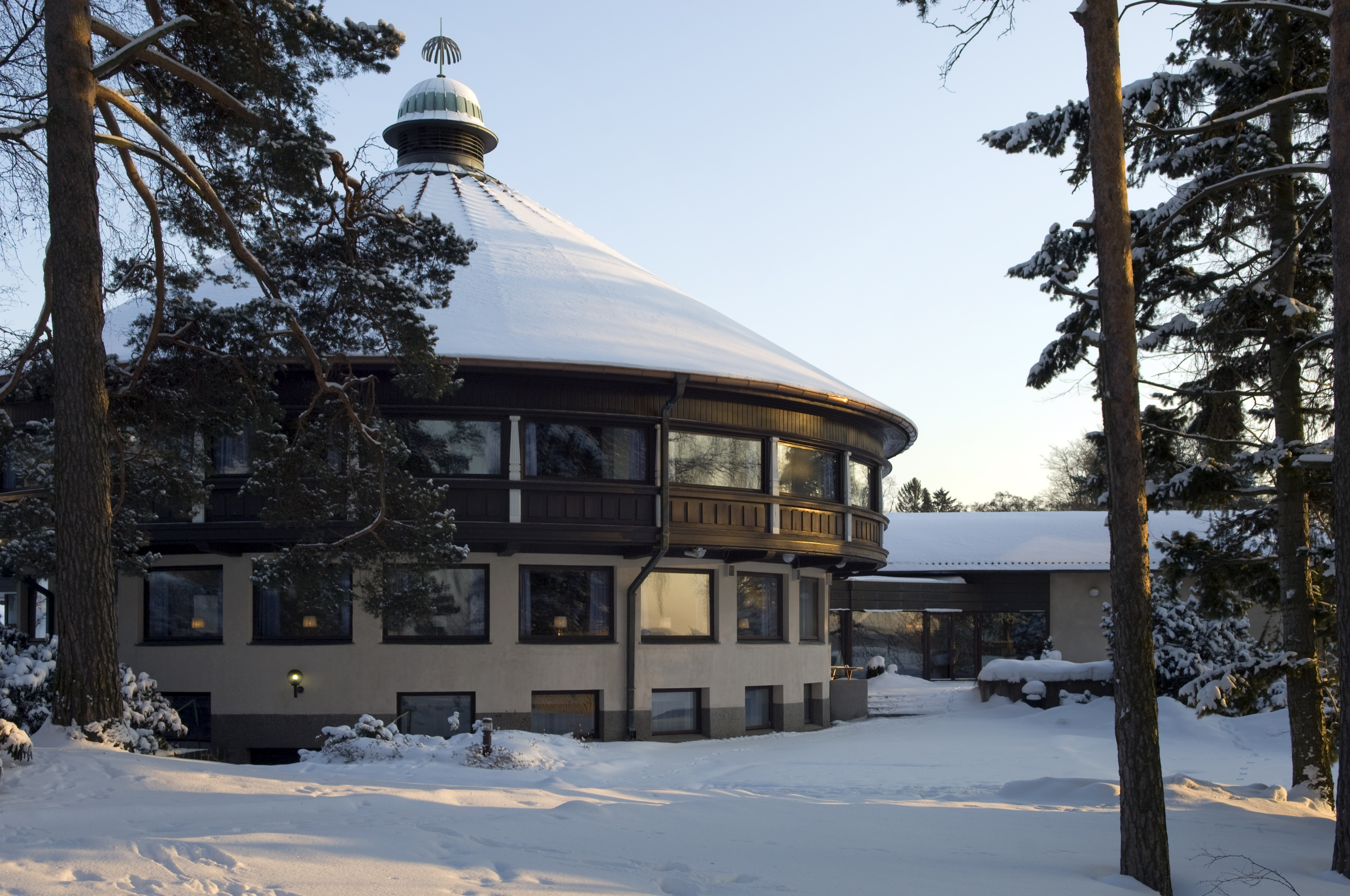
Ancienne partie de l'hôtel.
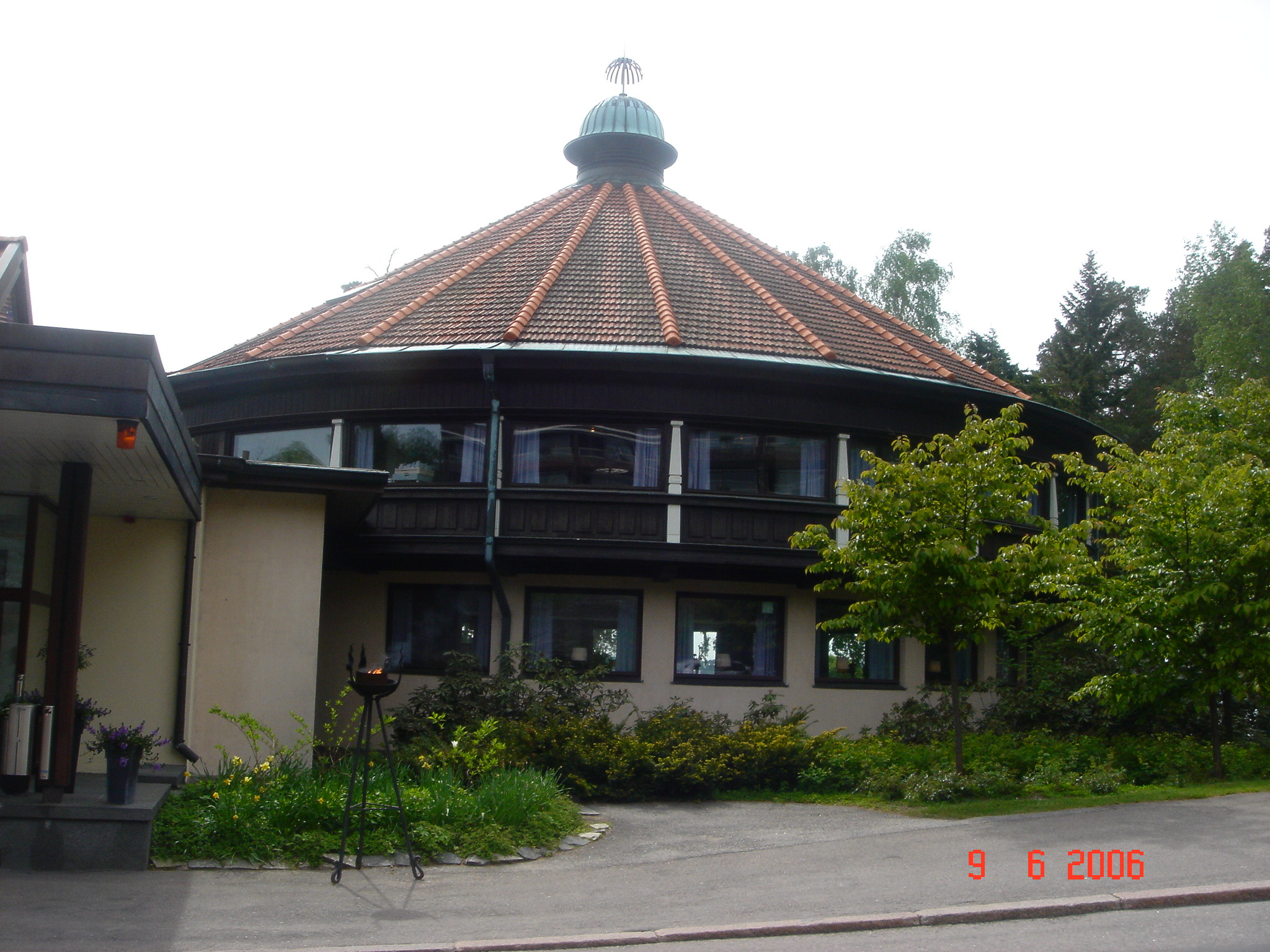
Ancienne partie de l'hôtel.
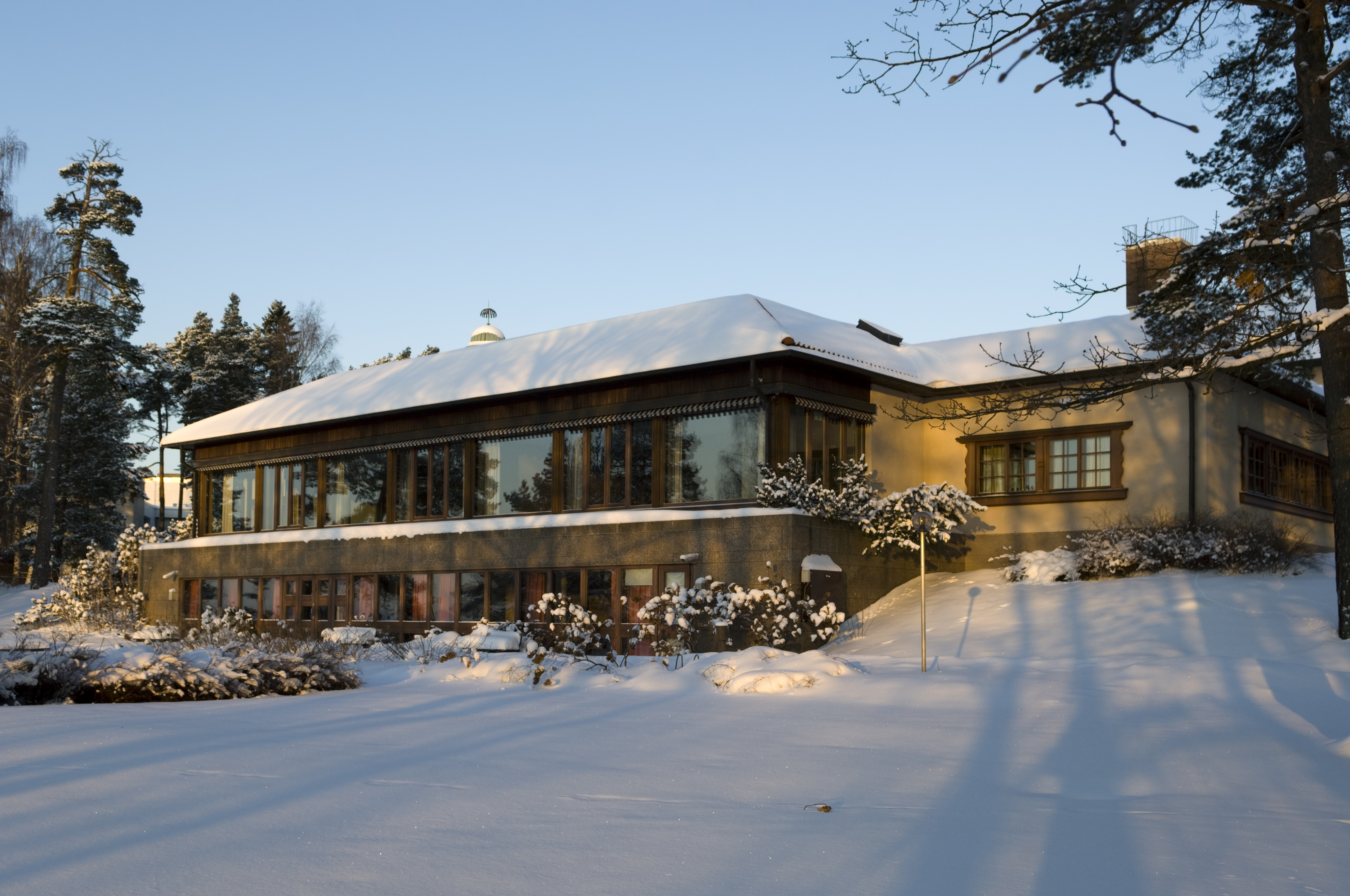
Ancienne partie de l'hôtel.
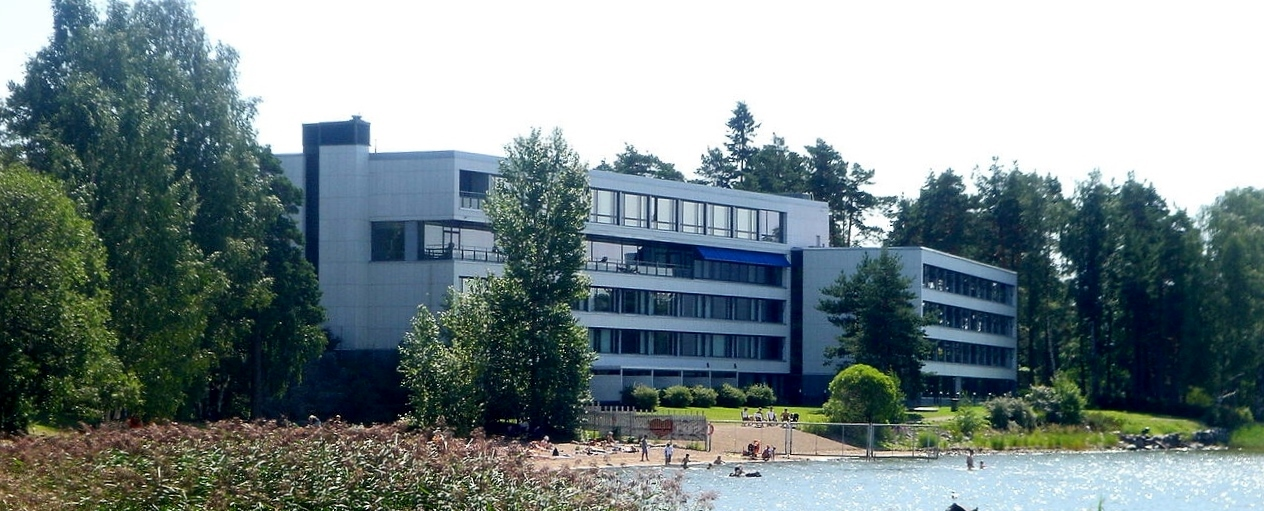
Nouvelle partie de l'hôtel.
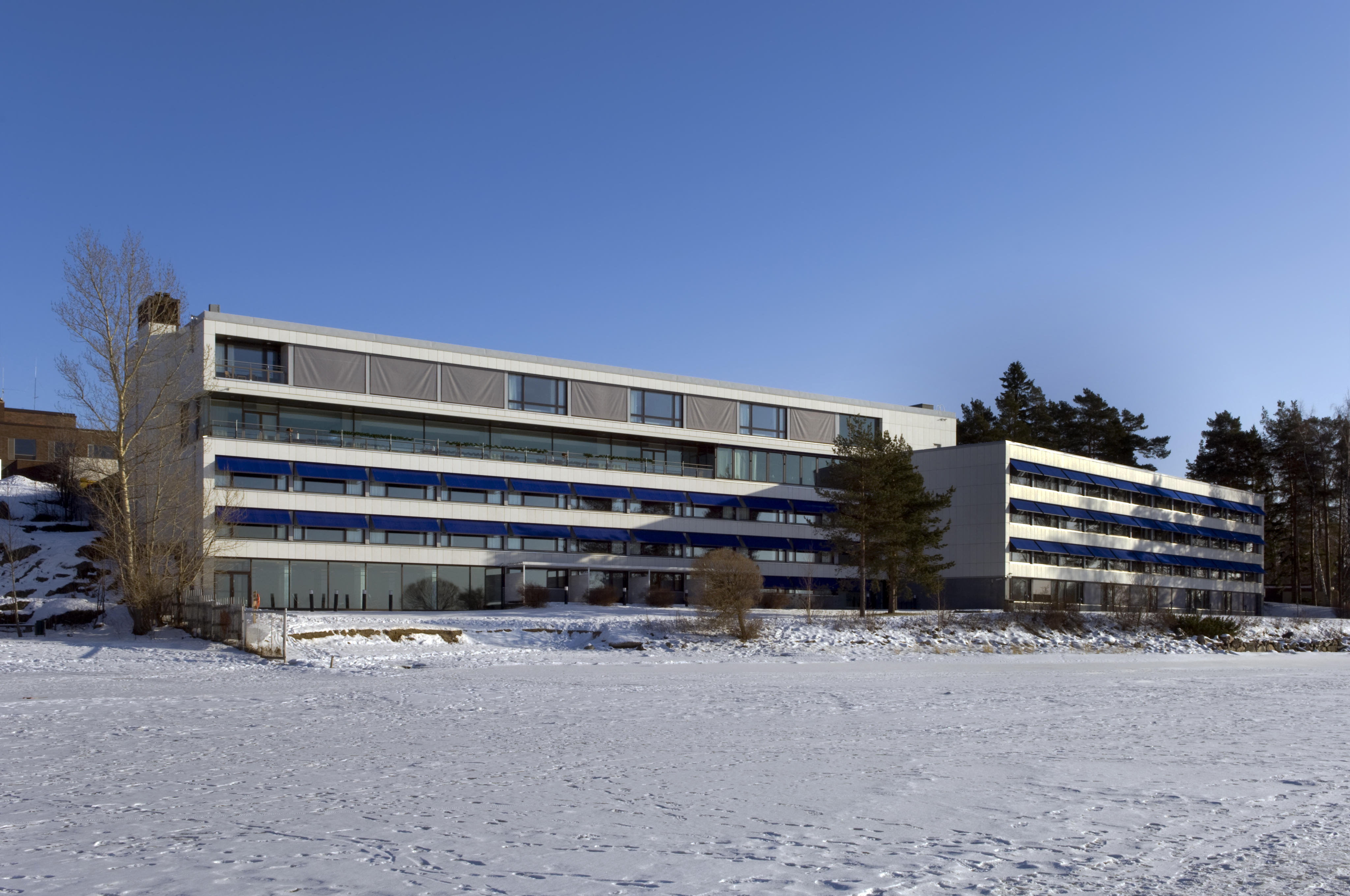
Nouvelle partie de l'hôtel.